# Ярлуково (Добринский район)
Ярлу́ково — деревня Березнеговатского сельского поселения Добринского района Липецкой области. Стоит на правом берегу реки Плавицы.
По данным 1816 года, здесь была земля, отмежеванная для поселения крестьян из села Ярлуково Липецкого уезда (ныне — в Грязинском районе). Переселенцы поселились здесь примерно в 1820-х годах и назвали деревню по своему прежнему селу — Ярлуково.
Сегодня территория Ярлукова на юге примыкает к селу Лебедянка. Граница между ними проходит по шоссе Крутченская Байгора — Талицкий Чамлык.

## Население
| 2010 |
| ---- |
| 47   |